# Мастеровые (театр)
Русский драматический театр «Мастеровые» — профессиональный драматический театр в Набережных Челнах, основанный в 1975 году.

## История театра
Театральная студия «Мастеровые» основана в 1975 году на базе школы № 19 при заводе двигателей КАМАЗа Юрием Михайловичем Колесниковым, выпускником Московского государственного института культуры.
Первая постановка — дипломная работа Ю. Колесникова «Дороги, опалённые войной» по мотивам произведений Михаила Шолохова и стихам поэтов фронтовиков.
С 1982 года по 1993 год спектакли театра шли на сцене Дворца культуры КАМАЗа.
С 1993 года по 2004 год театр был вынужден играть спектакли в здание общежития 1/16 (зал на 75 мест).
В 1997 году после смерти Ю. Колесникова художественным руководителем стал актёр «Мастеровых» Анатолий Яковлев.
В 2005 году получил официальный статус муниципального театра (муниципальное учреждение культуры г. Набережные Челны) и переехал в реконструированное здание «Интерклуба» (зал рассчитан на 143 места) на улице Академика Рубаненко. На должность художественного руководителя был приглашён Валентин Ярюхин, который проработал в театре до 2012 года. С 2013 года художественным руководителем является Армандо Диамантэ.
С ноября 2015 года по август 2021 года главный режиссёр — Денис Хуснияров — лауреат Санкт-Петербургской театральной премии для молодых «ПРОРЫВ» в номинации «Лучший молодой режиссёр драматического театра» (сезон 2012—2013 гг.).
С октября 2021 года по август 2023 года главным режиссёром театра служил Андрей Шляпин.
1 сентября 2022 года театр переехал в новое здание с Большим зрительным залом на 446 мест, Малым залом на 129 мест и Бэби-театром на 40 мест.
Русский драматический театр «Мастеровые»  расположен на специально выделенном участке, который играет ключевую роль в архитектурном ансамбле города. Здание театра новое, выполнено с применением передовых подходов к формированию фасадного объёма и архитектурных деталей. В облике использованы декоративные элементы, напоминающие театральные сцены и скрытые конструкции за кулисами.
Для акцентирования занавеса каждой его поверхности добавлены светящиеся линии RGB, а угловые переломы подсвечены дневным светом, чередующимся с верха и снизу. Световые линии визуально объединяют плоскости занавеса в цельные полотна, создавая динамичный эффект раскрывающейся драпировки перед зрителем.
Боковые фасады выполнены из витражного стекла. Из-за особенностей материала невозможно использовать градиенты или яркую подсветку без дискомфорта для посетителей внутри. Решение — выделить витражи тонкими, ненавязчивыми RGB линиями, что позволило визуально связать главный и боковые фасады в единую концепцию.
По всему периметру и горизонтальным линиям здания установлена линейная подсветка, которая подчёркивает основные объёмы и границы архитектурных элементов. Это придаёт сооружению монументальность, сгруппировав мелкие детали в крупные блоки, обрамлённые светом, словно кадр кино или картина. Светлые градиенты сверху создают ощущение надёжного опирания здания на землю.
У входа гостей встречают большие ярко-красные буквы с названием театра, которые выполняют роль входной композиции. Они приветствуют посетителей и создают настроение ожидания. С первых шагов это погружает в атмосферу театра и задаёт дружелюбный тон всему визиту.

### Постановки с 1976 по 1996 годы
- «Диалоги о любви», поэтический спектакль (сценарий и постановка Ю. Колесникова), 1976
- «Провинциальные анекдоты» А. Вампилов, (режиссёр Ю. Колесников), 1978
- «Гори, гори, моя звезда…» по киносценарию Ю. Фрида и В. Думского, (постановка Ю. Колесникова), 1979
- «Две стрелы» А. Володин, (постановка Ю. Колесникова), 1982
- «Мон женераль» по киносценарию Е. Райской, (режиссёр А. Яковлев), 1982
- «Команда» С. Злотников, (постановка Ю. Колесникова), 1983
- «Скамейка» А. Гельман, (постановка Ю. Колесникова), 1984
- «Круглянский мост» В. Быков, (сценарий и постановка Ю. Колесникова), 1984
- «Что сильнее карате?» Л. Корсунский, (режиссёр А. Яковлев), 1986
- «Антигона» Ж. Ануй, (постановка Ю. Колесникова), 1986
- «Лоскутик и Облако» С. Прокофьева, (режиссёр Н. Козлова), 1987
- «Бди» по мотивам сказки Леонида Филатова «Про Федота-стрельца» (постановка Ю. Колесникова), 1987
- «Квартира Коломбины» Л. Петрушевская, (постановка Ю. Колесникова), 1988
- «Иллюстрация» по стихам современных поэтов (сценарий и постановка А. Яковлева), 1989
- «Дзынь» Е. Харитонов, спектакль молодёжной студии, (режиссёр А. Яковлев), 1990
- «Ехай» Н. Садур, (постановка Ю. Колесникова), 1991
- «Отдай мое сердце» по пьесе Н. Садур «Панночка», (постановка Ю. Колесникова), 1992
- «Чудесная башмачница» Ф. Г. Лорка, (режиссёр Е. Некляева), 1994
- «Кошка, которая гуляла сама по себе» по произведениям Р. Киплинга, (режиссёр Е. Некляева), 1994
- «Незнакомка» А. Блок, (режиссёр С. Сочкин), 1995
- «Пристанище» по рассказам Б. Шергина, (режиссёр Н. Козлова),
- «Карнавал у Леопольда» А. Хайт, (режиссёр Ю. Быков), 1996
- «Чума на оба ваших дома» Г. Горин, (постановка Ю. Колесникова), 1996

### Постановки с 1998 по 2004 годы
- «ЛицаМаскиГримасы», сценическая версия рассказов А. Чехова, Теффи, (режиссёр В. Ярюхин, художник Е. Сорочайкина), 1998
- «Трёхгрошовая опера» Б. Брехт, (режиссёр Д. Сафин, художник Е. Сорочайкина), 1999
- «Пеппи и все вверхтормашками» А. Линдгрен, (режиссёр А. Яковлев, художник Е. Сорочайкина), 2000
- «Плутни Скапена» Ж. Б. Мольер, (режиссёр В. Ярюхин, художник Е. Сорочайкина), 2000
- «Всё будет хорошо» С. Злотников, (режиссёр и художник Е. Федотов), 2000
- «Весёлый Роджер» Д. Салимзянов, (режиссёр Е. Федотов, художник Е. Сорочайкина), 2001
- «Трое на качелях» Л. Лунари, (режиссёр Е. Федотов, художник Е. Сорочайкина), 2002
- «Золушка» Е. Шварц, (режиссёр Е. Федотов, художник Е. Сорочайкина), 2003
- «Событие» В. Набоков, (режиссёр В. Ярюхин, художник Е. Сорочайкина), 2004

### Постановки с 2005 по 2011 годы
- «Стойкий оловянный солдатик» Х. К. Андерсен, (режиссёр В. Ярюхин, художник Е. Сорочайкина), 2005
- «Легенда о Робин Гуде», (режиссёр Д. Орлов, сценограф Б. Насихов, художник по костюмам Ф. Мухамедшина), 2006
- «Конек-горбунок» П. П. Ершов, (режиссёр В. Ярюхин, художник Е. Сорочайкина), 2006
- «Очень простая история» Ладо, М. Ладо, (режиссёр В. Ярюхин, художник Е. Сорочайкина), 2007 (в действующем репертуаре театра)
- «Снежная королева» Х. К. Андерсен, (режиссёр В. Ярюхин, художник Е. Сорочайкина), 2007 (в действующем репертуаре театра)
- «Щелкунчик» Э. Т. А. Гофман, (режиссёр В. Ярюхин, художник Е. Сорочайкина), 2008
- «Цилиндр» Э. Филиппе, (режиссёр В. Ярюхин, художник Е. Сорочайкина), 2008
- «Пигмалион» Б. Шоу, (режиссёр В. Ярюхин, художник Е. Сорочайкина), 2009
- «Принцесса Турандот» К. Гоцци (режиссёр В. Ярюхин, художник Е. Сорочайкина), 2009
- «Женитьба» Н. В. Гоголь (режиссёр В. Ярюхин, художник Е. Сорочайкина), 2010
- «Забыть Герострата» Г. Горин (режиссёр В. Ярюхин, художник Е. Сорочайкина), 2011
- «Город мастеров» Т. Габбе (режиссёр В. Ярюхин, художник Е. Сорочайкина), 2011

### Постановки с 2012 по 2023 годы (действующий репертуар театра и архивные спектакли)
- «Васса» по пьесе М. Горького «Мать» (режиссёр Петр Шерешевский, художник Е. Сорочайкина), 2013 — спектакль снят с репертуара..
- «Золушка» Е. Шварц (режиссёр Георгий Цнобиладзе, сценография и костюмы В. Семенов), 2013 — спектакль снят с репертуара.
- «Дикарь» А. Касона (режиссёр Андрей Гаврюшкин, художник Е. Сорочайкина), 2014
- «Маугли» Р. Киплинг (режиссёр Диана Сафарова, художник Е. Сорочайкина), 2014 — спектакль снят с репертуара.
- «Кроличья нора» Д. Линдси-Эбер (режиссёр Денис Хуснияров, художник Е. Сорочайкина), 2015
- «Свидетель обвинения» А. Кристи (режиссёр Валентин Левицкий, художник Е. Сорочайкина), 2015
- «Конечная остановка» по произведениям Н. Некрасова (режиссёр Юрий Николаенко, художник Е. Сорочайкина), 2016 (первоначальное название — «Осенняя скука»)— спектакль снят с репертуара.
- «Карл и Анна» по повести Л. Франка (режиссёр Денис Хуснияров, художник Е. Сорочайкина), 2016 -— спектакль снят с репертуара.
- «Ревизор» по одноимённой пьесе Н. В. Гоголя (режиссёр Денис Хуснияров, художник Е. Сорочайкина), 2016 — спектакль снят с репертуара.
- «Малыш и Карлсон» по произведениям А. Линдгрен (режиссёр Евгения Никитина, инсценировщик Анастасия Колесникова, художник Е. Сорочайкина), 2016 — спектакль снят с репертуара.
- «Фантазии Фарятьева» А. Н. Соколова (режиссёр Петр Шерешевский, художник Е. Сорочайкина), 2017
- «Старики дураки» по пьесе А. Арбузова «Сказки старого Арбата» (режиссёр Денис Хуснияров, художник Е. Сорочайкина), 2017 — спектакль снят с репертуара.
- «Собачье сердце» по повести М. А. Булгакова «Собачье сердце» (режиссёр Семён Серзин, художник Е. Сорочайкина), 2017[10]
- «Волшебник Изумрудного города» по одноимённой повести А. М. Волкова (режиссёр Евгений Гладких, художник Е. Сорочайкина), 2017
- «Мама» — моноспектакль Марины Кулясовой по одноимённой пьесе Аси Волошиной (режиссёр-постановщик Денис Хуснияров), 2018[11]
- «Дуры мы, дуры», новогодняя женская сказка от Д. Салимзянова (режиссёр-постановщик Дамир Салимзянов, художник Е. Сорочайкина), 2018
- «Старший сын» по пьесе А. В. Вампилова (режиссёр Денис Хуснияров, художник Е. Сорочайкина), 2018 — спектакль снят с репертуара.
- «Таня-Таня» по пьесе О. С. Мухиной (режиссёр Вера Попова, художник Е. Сорочайкина), 2018 — спектакль снят с репертуара.
- «Танец Дели» по пьесе И. А. Вырыпаева (режиссёр Алессандра Джунтини, художник Е. Сорочайкина), 2019
- «Варшавская мелодия» по пьесе Л. Г. Зорина (режиссёр Денис Хуснияров, художник Е. Сорочайкина), 2019 — спектакль снят с репертуара.
- «Три сестры» по пьесе А. П. Чехова (режиссёр Денис Хуснияров, художник Е. Сорочайкина), 2019 — спектакль снят с репертуара.
- «Влюблённый лисёнок» по мотивам сказочной повести Я. Экхольма (режиссёр Вадим Романов, художник Е. Сорочайкина), 2019
- «Жизнь прекрасна», сатирическая комедия с элементами гротеска по пьесе Н. Р. Эрдмана «Самоубийца» (режиссёр Алессандра Джунтини, художник Е. Сорочайкина), 2020
- «Опасный поворот», детектив по пьесе Джона Бойнтона Пристли (режиссёр Валентин Левицкий, художник Е. Сорочайкина), 2020
- «Пигмалион. Шоу», шоу по мотивам пьесы Б. Шоу (режиссёр Илья Архипов, художник А. Пескова, сценография С. Никитин), 2021
- «Лафкадио», удивительный ррыыысказ про одного очень странного льва по мотивам сказки Ш. Силверстайна (режиссёр Евгений Гладких, художник Е. Сорочайкина), 2021
- «Валентинов день». Мелодрама. (режиссёр Дамир Салимзянов, художник Е. Сорочайкина), 2022
- «То самое» .Путешествие в себя. По пьесе Дмитрия Калинина (режиссёр Андрей Шляпин, художник Е. Сорочайкина), 2022
- «Обыкновенное чудо» .Антиутопия по пьесе Е. Шварца (режиссёр Андрей Шляпин, художник Е. Сорочайкина), 2022 — спектакль снят с репертуара.
- «Быть пандой» . Бэби-спектакль (автор и режиссёр: Алмаз Садриев, художник-постановщик: Е. Сорочайкина), 2022
- «Алиса, беги!» . Бег по кругу под музыку по мотивам сказок Льюиса Кэрролла (режиссёр Илья Архипов, художник А. Пескова), 2022
- «Убийство в Восточном экспрессе» . А. Кристи (режиссёр Дмитрий Гомзяков, художник Ф.Атмадзас), 2023
- «Шекспир. Про любовь» Комедия и не только. По пьесе У. Шекспира «Как вам это понравится» («As you like it»). (режиссёр Артём Устинов, художник Ася Бубнова), 2023 — спектакль снят с репертуара
- «Гиперболоид инженера Гарина». Антинаучная остросюжетная трагикомедия. А. Толстой, С. Баженова. (режиссёр Радион Букаев, художник Никита Сазонов), 2023
- «Царевна Дуся». Сказка для всей семьи. Дамир Салимзянов. (режиссёр Анастасия Касаткина, художник-постановщик: Е. Сорочайкина), 2023
- «Первый снег». Бэби-спектакль (автор и режиссёр Ольга Любицкая, Е. Сорочайкина), 2024 — спектакль снят с репертуара
- «Рашн гёрлс». Клоунада-нуар. Ирина Васьковская. (режиссёр Дмитрий Акимов, художник-постановщик: Е. Сорочайкина), 2024
- «Случайный визит». Лирическая комедия. Надежда Птушкина. (режиссёр Дмитрий Акимов, художник-постановщик: Е. Сорочайкина), 2024
- «Папаши». Комедия. По мотивам пьесы Евгения Гришковца «Весы». (режиссёр Константин Цачурин, художник-постановщик: Е. Сорочайкина), 2024
- «Горка». Алексей Житковский. (режиссёр Пётр Незлученко, художник-постановщик: Е.Лемешонок), 2024
- «Молчание». Мистический реализм. По пьесе Ники Вельт «Бардо Тхёдол или бабушка, ты ведь умерла». (режиссёр Ильдар Хуснуллин, художник-постановщик: Е.Сорочайкина), 2024
- «Лампочки». Воспоминание о случившемся. Анастасия Малейко. (режиссёр Никита Марков, художник-постановщик: Е.Сорочайкина), 2024
- «Месяц в деревне». Легкая комедия. И. С. Тургенев. (режиссёр Арсель Узак, художник-постановщик: А.Глинская), 2024
- «Педагогическая поэма». Драма. А. С. Макаренко. (инсценировка Я. Пулинович, режиссер Егор Чернышов, художник-сценограф С. Тужикова), 2024
- «Фальшивая нота». Трагикомедия. Дидье Карон. (режиссёр Радион Букаев, художник-постановщик: Е. Сорочайкина), 2024
- «Снежные истории». Бэби-спектакль. (авторы и режиссёры Анна Храмова и Виктория Домитрак), 2024
- «Буратино». Сказка для всей семьи. По мотивам повести Алексея Толстого (режиссёр Марина Кулясова, сценография и костюмы Е. Сорочайкина), 2024
- «Ловкач из Неаполя». Комедия. Дамир Салимзянов (по мотивам пьесы Ж. Б. Мольера «Плутни Скапена»), (режиссёр Дамир Салимзянов, художник Е. Сорочайкина), 2025

В труппе театра 29 актёров: Светлана Акмалова, Анастасия Афанасьева, Виталия Борисова, Александр Братенков, заслуженный артист РФ, Виктория Домитрак, Дмитрий Жуков, Георгий Задворнев, Артемий Зайцев, Алёна Знайда, Кирилл Имеров, Румиль Ихсанов, Анастасия Константинова, Александр Кочеток, Марина Кочурова, Марина Кулясова (Николаева) — Заслуженный артист Республики Татарстан, Илья Ладыгин, Аделина Нестерова, Кристина Патракеева, Александра Пестова, Александра Петрова — Заслуженный артист Республики Татарстан, Николай Смирнов, Николай Строгонов, Евгений Федотов — Заслуженный артист Республики Татарстан, Анна Храмова, Константин Цачурин, Елизавета Чежегова, Михаил Шаповал, Андрей Щербаков, Евгения Яковлева.

## Награды и достижения
- Российская Национальная театральная Премия и фестиваль «Золотая маска»
  - 2024 г.: Главный художник театра Елена Сорочайкина, заслуженный работник культуры Республики Татарстан, номинант на премию Золотая маска-2023 в номинации «Драма/Работа художника».
  - 2016 г.: Главный художник театра Елена Сорочайкина, заслуженный работник культуры Республики Татарстан, номинант на премию Золотая маска-2015 в номинации лучшая работа художника.
  - 5 марта 2017 г.: спектакль «Кроличья нора» по пьесе Д. Линдси-Эбера в постановке Д. Хусниярова принял участие во внеконкурсной программе «Маска Плюс» Российской Национальной театральной Премии «Золотая маска».
- Long List Национальной театральной премии и фестиваля «Золотая маска»:
  - спектакль «Кроличья нора» в постановке Дениса Хусниярова вошел в Long List как один из наиболее выдающихся российских драматических спектаклей сезона 2015−2016 гг.
  - спектакль «Ревизор» в постановке Дениса Хусниярова вошел в Long List как один из наиболее выдающихся российских драматических спектаклей сезона 2016−2017 гг.
- Фестиваль театров малых городов России
  - 2016 год: на XIV Фестивале в г. Вольске актриса Марина Кулясова удостоена приза «Лучшая женская роль» за воплощение образа Бекки Корбетт в спектакле по пьесе Д. Линдси-Эбера «Кроличья нора»[14].
  - 2017 год: на XV Фестиваль в г. Тобольске главный художник театра Елена Сорочайкина удостоена специального приза жюри за сценографию спектакля «Ревизор» по пьесе Н. В. Гоголя[15].
  - 2018 год: на XVI Фестивале в г. Новороссийске актрисы Александра Петрова и Анна Дунаева удостоены приза «Лучшая женская роль» за воплощение образов Анны и Марии в спектакле «Карл и Анна» по повести Л. Франка в постановке Дениса Хусниярова.
  - 2019 год: «Лучший спектакль большой формы» XVII Фестиваля театров малых городов России (г. Камышин) — постановка Семёна Серзина «Собачье сердце» по повести М. А. Булгакова.
  - 2021 год: на XVIII Фестивале театров малых городов России актёр Евгений Гладких удостоен приза «Лучшая мужская роль» за воплощение образов Андрея Прозорова и штабс-капитана Солёного в спектакле «Три сестры» по пьесе А. П. Чехова в постановке Дениса Хусниярова.
  - 2023 год на ХХ Фестивале театров малых городов России актёр А.Ухов удостоен приза «Лучшая мужская роль» за воплощение образа Димки в спектакле «То самое» по пьесе Д. Калинина в постановке Андрея Шляпина.
- Международный фестиваль русских театров «Мост дружбы» (г. Йошкар-Ола)
  - 2011 год: спектакль «Забыть Герострата!» был удостоен дипломов в двух номинациях — «Лучший спектакль» и «Лучшая мужская роль» (Сергей Заболотский).
  - 2014 год: спектакль «Васса» получил награды в трёх номинациях: «Лучшая режиссёрская работа» — Петр Шерешевский, «Лучшая сценография» — Елена Сорочайкина, «Лучшая мужская роль» — Евгений Федотов.
  - 2015 год: спектакль «Кроличья нора» победил в номинациях «Лучшая режиссёрская работа» — Денис Хуснияров и «Лучшая женская роль» — Марина Кулясова.
  - 2016 год: спектакль «Свидетель обвинения» получил награды в трёх номинациях: «Лучший актёрский ансамбль», «Лучшая женская роль» — Анна Дунаева; «Лучшая роль второго плана» — заслуженный артист РТ Евгений Федотов[16].
  - 2017 год: спектакль «Ревизор» получил Гран-при фестиваля и победил ещё в 3 номинациях: «Лучшая работа режиссёра», «Лучшая мужская роль» — Алексей Ухов, «Лучшая роль второго плана» — Евгений Гладких[17].
  - 2018 год: спектакль «Старший сын» удостоен наград в номинациях: «Лучшая сценография» — Елена Сорочайкина и «Лучшее световое решение спектакля» — Александр Рязанцев.
- Профессиональная театральная премия Республики Татарстан «Тантана» («Триумф»)
  - 2016 год: актёры Марина Кулясова, Заслуженный артист Республики Татарстан Евгений Федотов, Александра Комлева, Евгений Гладких и Ольга Астафьева за яркие актёрские образы в спектакле «Кроличья нора»[18] Д. Линдси-Эбера в постановке главного режиссёра Дениса Хусниярова удостоены премии в номинации «Лучший актёрский ансамбль».
  - 2017 год: актриса Анна Дунаева удостоена премии в номинации «Лучшая женская роль второго плана» за роль «Мария» в спектакле «Карл и Анна» в постановке главного режиссёра театра Дениса Хусниярова.
  - 2018 год: Заслуженный артист Республики Татарстан Евгений Федотов, Александр Кочеток, Анна Дунаева, Михаил Шаповал, Евгений Гладких и Игорь Иголкин за яркие актёрские образы в спектакле «Старики дураки» по пьесе А. А. Арбузова «Сказки старого Арбата» в постановке главного режиссёра Дениса Хусниярова удостоены премии «Тантана» в номинации «Лучший актёрский ансамбль».
  - 2019 год: актёры Анна Дунаева, Александра Олвина, Алексей Ухов и Владимир Губанов за яркие актёрские образы в спектакле «Варшавская мелодия» в постановке главного режиссёра Дениса Хусниярова удостоены Республиканской профессиональной театральной премии «Тантана» («Триумф») в номинации «Лучший актёрский ансамбль».
- IV Межрегиональный фестиваль «Волга театральная», 2019 год: Гран-при за спектакль «Варшавская мелодия» (режиссёр Денис Хуснияров)
- III Межрегиональный фестиваль «Волга театральная», 2017 год: Гран-при за спектакль «Карл и Анна»[19] (режиссёр Денис Хуснияров)
- Международный театральный фестиваль «Vasara» в г. Друскининкай, Литва, 2018 год: приз «За лучшую сценографию» спектакль «Старики дураки» (сценограф Елена Сорочайкина, режиссёр Денис Хуснияров)
- В 2023, 2017 и 2014 годах театр «Мастеровые» признан лучшим учреждением культуры города Набережные Челны[20]